# Kasta smörgås

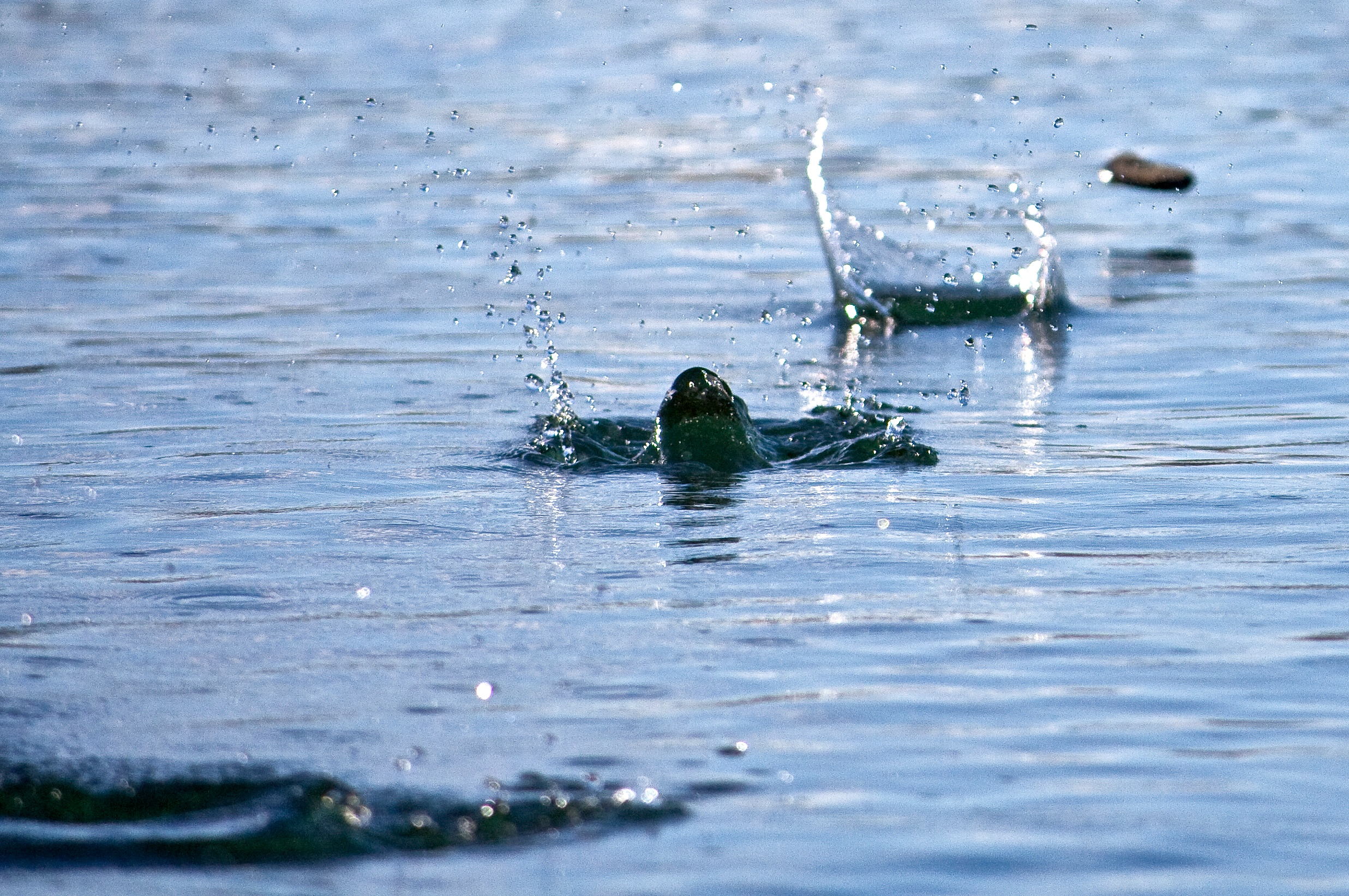
Bild som visar en flat sten som kastats så att den studsar på vattenytan.

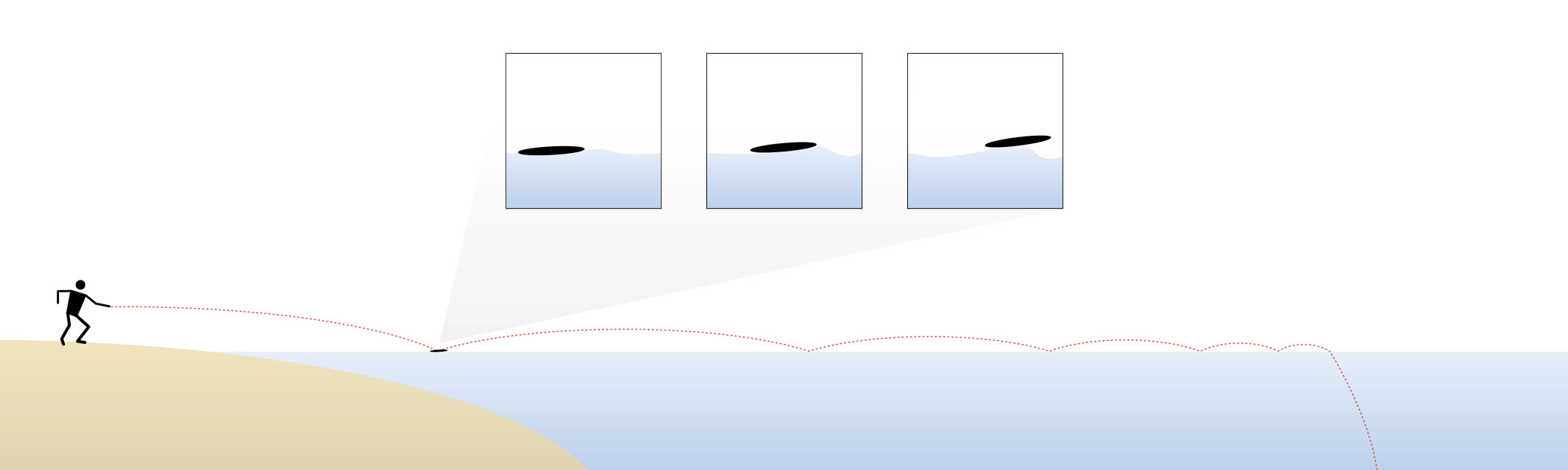
Illustration av kasta macka.

Kasta smörgås eller kasta macka är en lek i anslutning till en större vattenansamling.
Utövaren kastar en flat sten över vattnet på ett sådant sätt att den studsar på vattenytan. Om flera deltagare deltar vinner den som får till flest studsar under ett kast.

## Optimal kastteknik
Den franske fysikprofessorn Lydéric Bocquet vid Lyons universitet har utifrån stenens radie, fart och rotation, vattnets motstånd och tyngdkraften fastslagit fysiken bakom att kasta smörgås. Han drog slutsatsen att ju högre utgångshastigheten är, desto fler gånger studsar stenen. Stenen ska träffa vattenytan i en liten vinkel för att förlora minimalt med energi. Stenens rotation är också viktig, eftersom rotationen ger stenen en stabil färd över vattnet och förhindrar framåtrotation. Cirka 14 varv per sekund ansågs optimalt i studien. Enligt Lydéric Bocquets beräkningar innebär det att med den rotationen måste stenen kastas i cirka 40 kilometer i timmen för att överskrida 38 hopp, vilket var världsrekord 1992. Vidare kom Bocquet fram till att små fördjupningar i stenen är fördelaktigt, eftersom det reducerar vattenmotståndet.

## Världsrekord
År 2007 satte Russell Byars från Pennsylvania i USA världsrekord med 51 studsar i ett kast.